# Jean Alfred Marioton
Pour les articles homonymes, voir Marioton.
Jean Alfred Marioton, né le 3 septembre 1863 à Paris et mort dans la même ville le 3 avril 1903 , est un peintre français.

## Biographie
Jean Alfred Marioton est le fils du cuisinier Jean Marioton et de la brunisseuse Catherine Magister. Il est le frère des sculpteurs Claudius Marioton (1844) et Eugène Marioton (1857). Il est l'élève de Jean-Léon Gérome, Ernest Meissonier, William Bouguereau et Tony Robert-Fleury à l'Académie Julian à Paris. Il obtient le second grand prix de Rome en peinture de 1887. Une bourse de voyage lui est attribuée en 1895. Il participe régulièrement au Salon des artistes français de 1887 à 1903. À partir de 1895, Marioton devient un spécialiste des décors plafonnants.
Le 4 juillet 1899, à Paris, il épouse,, Hélène de Zamacoïs, née en 1871 à Louveciennes, fille du peintre Eduardo Zamacois y Zabala et sœur de l'homme de lettres Miguel Zamacoïs. Le couple a un fils, Michel (1900-1959), préhistorien, et une fille, Catherine (1901-1995) qui se marie en 1927avec Marcel Chanson, avocat à la cour de Paris, et devient célèbre comme illustratrice de journaux de mode
Jean Alfred Marioton meurt à Paris le 6 avril 1903. La vente de son atelier se déroule à Paris à l'hôtel Drouot, salle 2, le 22 décembre 1903,. Sa veuve se remarie avec Gabriel Perney, nom sous lequel elle est inhumée en 1962 au côté de son 1er mari Jean Alfred Marioton, enterré en 1903 à Paris au cimetière du Père-Lachaise, division 93 
En 1905, son frère Claudius fait paraître chez Guérinet un album sous cartonnage contenant soixante-huit héliotypes de son œuvre.
Dessins, croquis, études de figures des peintures décoratives de Jean Alfred Marioton (OCLC 312716764)

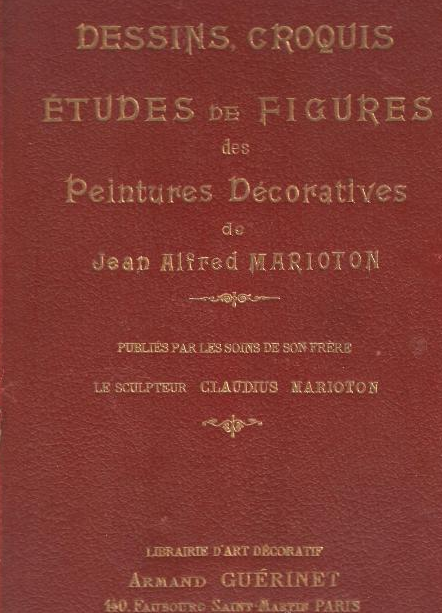
Dessins, croquis, études de figures des peintures décoratives de Jean Alfred Marioton 1905.
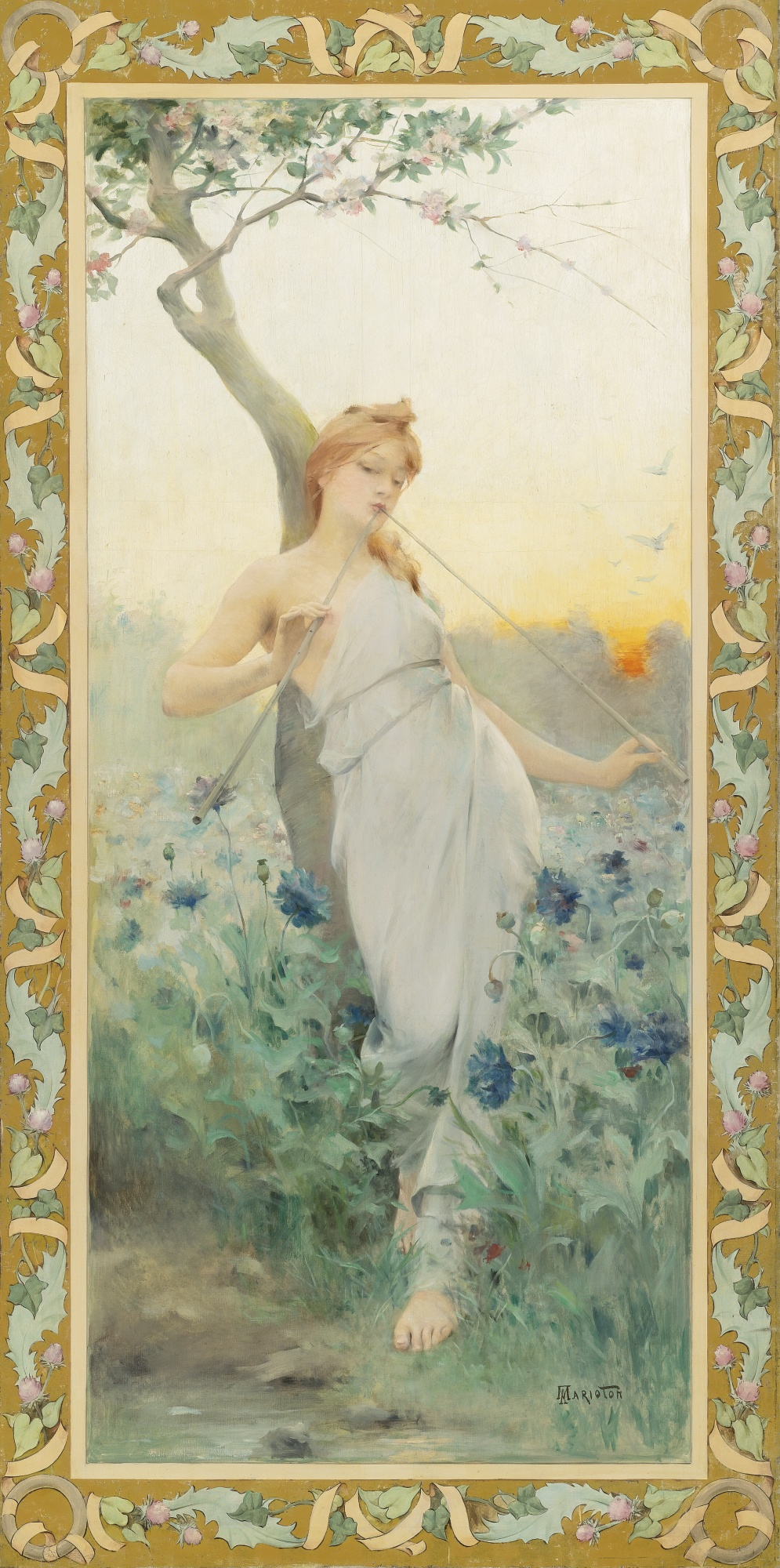
Jeune fille parmi les fleurs

## Collections publiques

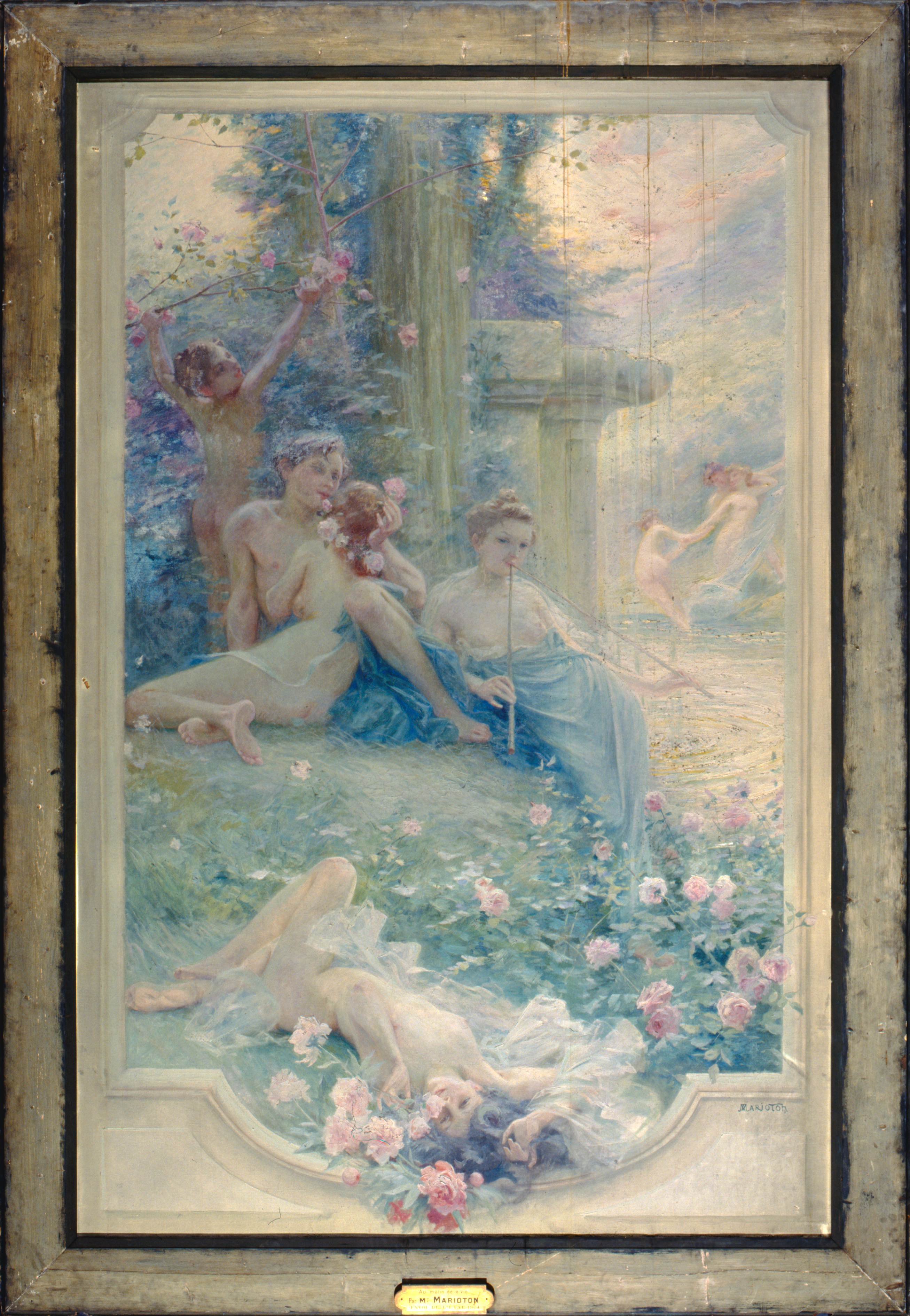
Au matin de la vie (1903). dépôt de l'État au musée national de Roubaix en 1904.

- Montpellier, préfecture de l'Hérault : La mort de Thémistocle, 1887, huile sur toile, peinte pour le prix de Rome, achat de l'État[17]
- Roubaix, La Piscine : Au matin de la vie, Salon de 1904, huile sur toile, achat de l'État[18],[19]
- Musée d'Orsay, Ulysse et Nausicaa (1888)  achat en 2016

## Œuvres référencées
- La Danse, Salon de 1895, plafond[20]
- L'Amour faisant triompher la beauté, 1897[21] ou L'art évoquant la beauté, plafond
- Décoration pour une brasserie parisienne, quatre plafonds : L'Abondance, La Bière, Le Vin, Le Café, 1900[22].
- Sommeil, Salon de 1902[23]
- Plafond pour la demeure « Berggrav » à Fontenay-sous-bois, 33 rue Pierre-Semard[24],[25]
- Bibliothèque espagnole de Paris, 11 avenue Marceau : plafond de la salle de lecture[26],[27]